# 吴心平 (1933年)
吴心平（1933年—），男，浙江绍兴人，中国固体火箭发动机及推进剂专家，曾任西北工业大学教授、博士生导师。